# 三角折り

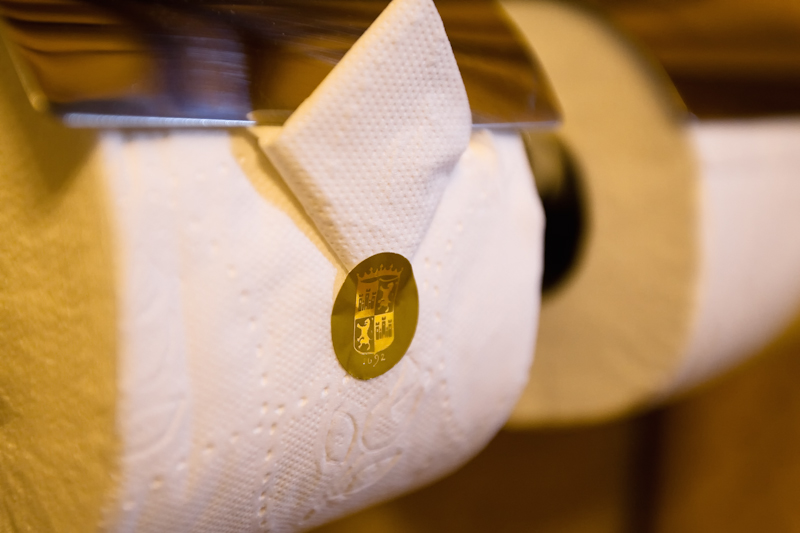
クスコの五つ星ホテル・モナステリオの三角折り

三角折り（さんかくおり）とは、トイレットペーパーの端を三角に折ることである。

## 概要

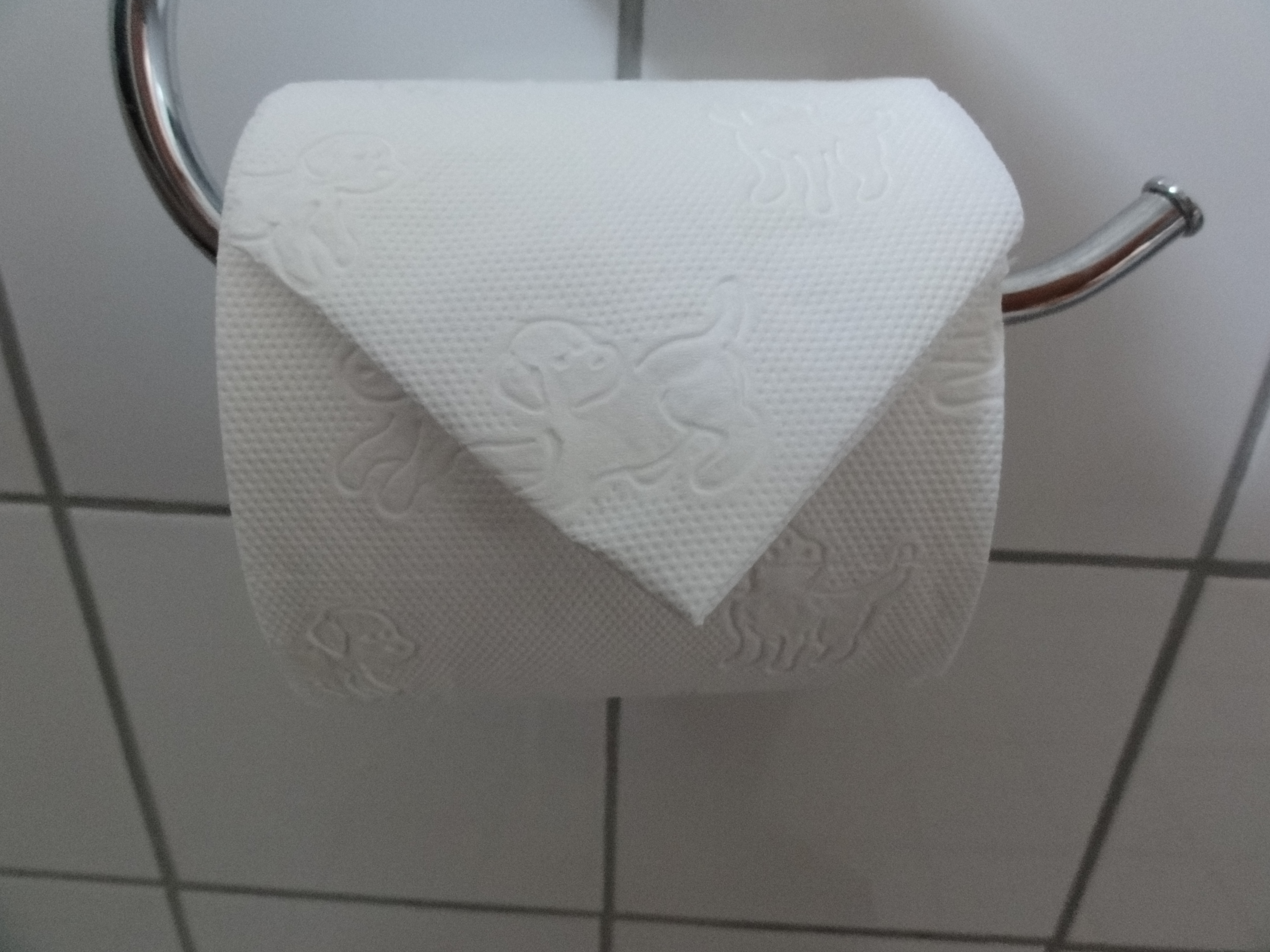
三角折り

ホテルなどの客を迎える場所で、トイレが掃除済みであることを示すために一般的に行われている慣習である。行き届いた管理と細部への配慮を感じさせ、客に強い印象を与える。
普通はトイレットペーパーの巻紙の先端を三角またはV字型にすることが多い。先端の2つの角を対称に折り曲げ、巻紙の先端を尖らせるのが一般的だが、扇形などもっと豪華な形にすることもできる。
英語では「Hotel toilet paper folding」と呼ばれ、基本的にホテルのトイレで行われている慣習である。海外のホテル業界では豪華な三角折りが「Toilet paper folding」「Toilet paper origami」「Toilegami」などと呼ばれており、マーケティング上の観点から様々な三角折りの方式が研究され、それが他のホテルでも真似されたりしている。ホテルのトイレの三角折りだけを撮った写真集も出版されている。
三角折りは、ホテルから世界中のいろんな場所に伝播し、真似されるという、『ミーム』の象徴的事例だと考えられている。

## 世界的な広がり

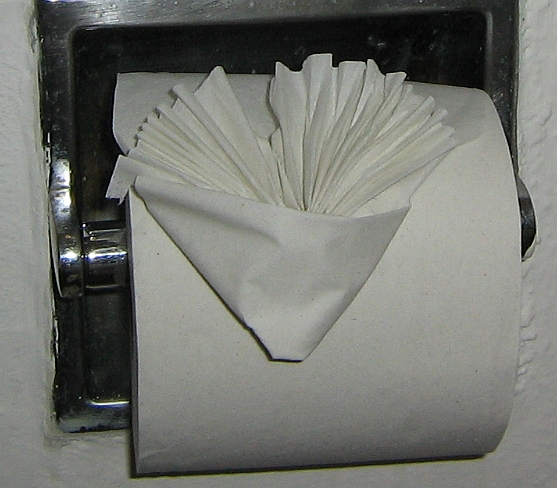
豪華な三角折り。しかし五つ星ホテルの三角折りとは明らかに差がある

世界中のホテルの三角折りだけを撮影した写真集を出版したイギリスの写真家、スティーブン・ジルによると、世界中のホテルで様々な三角折りが行われている。
ミーム学で有名なスーザン・ブラックモア博士は、2006年のダーウィン・デーに英国ヒューマニスト協会で行われた講義において、トイレの三角折りをミームの実例として挙げた。インドのアッサム地方のド田舎の安宿のトイレでもトイレットペーパーを三角折りしていたという。

## なぜ三角に折るのか
コラムニストのデビッド・フェルドマンによると、ホテルの部屋が清掃済みであることを示すためだという。世界各国の大手ホテルチェーンにインタビューしたところ、同じ答えが返ってきたという。例えば、ホリデイ・インの重役James P. McCauleyはこのように語った。
ホテル側としては、「前の客が使ってからトイレが清掃されているんだな」と、お客様に信用していただきたいと考えています。これを実現するため、トイレが清掃されてから誰もトイレットペーパーを使用していないということを保証するため、清掃員はトイレットペーパーの端を三角折りするのだと思います。些細な事ですが、効果的です。
スティーヴン・ジルは、三角折りがお客様に喜びや感動を与えるために行われていると確信している。
綺麗に整頓されたベッドや、三角折りされたトイレットペーパーなど、部屋の全ての物が「気配り」と「愛」を象徴している。そういう手間をかけることで、きっと部屋が完璧で素晴らしいものに見え、部屋の些細な綻びなんて気にならなくなるだろう。部屋の中に一瞬の静寂を感じる。

## 他の使われ方

### トイレットペーパー・オリガミ（トイレガミ）

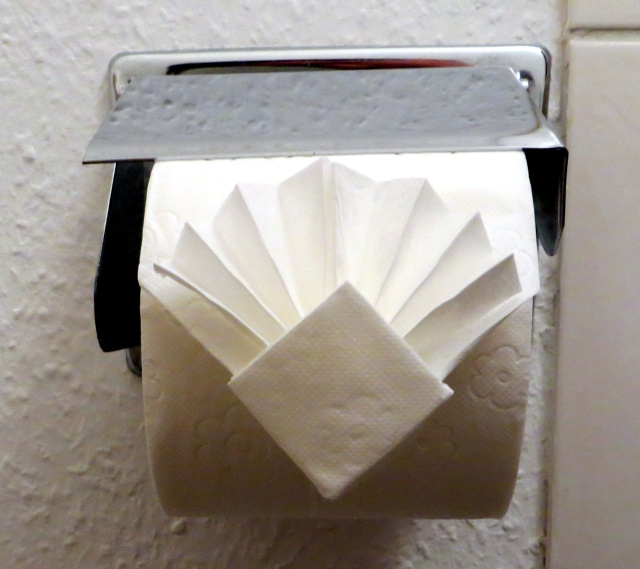
トイレットペーパー・オリガミ、略してトイレガミ

トイレットペーパー・オリガミ(略して「トイレガミ」) は三角折りの豪華なバリエーションである。
ジルは、ホテルごとに三角折りのスタイルの違いがあることに気が付いた。曰く、東京のホテルでは「小さなひだが作られており、本当にすごい」。「こんな細かい気配りがあるのは日本だけです。（中略）一方ニューヨークの三角折りは質が低く、雑で非対称、薄い紙。ルーマニアでは薄くて小さく、トイレットペーパーが右手に設置されている（訳注：右利きの場合は左手に設置されていた方が使いやすい）。」
世界各国のホテルで様々な三角折りが生み出されている。

### ホテル以外での使用
日本では三角折機能付ペーパーホルダーの「メルボア」という商品が市販されている。レバーを押すと自動的にトイレットペーパーが三角折りされる。